# راي دالتون (لاعب اتحاد الرغبي)
راي دالتون (بالإنجليزية: Ray Dalton)‏ هو لاعب اتحاد الرغبي نيوزيلندي، ولد في 14 يوليو 1919 في تي أواموتو ‏ في نيوزيلندا، وتوفي في 2 فبراير 1997 في أوكلاند في نيوزيلندا.